# ゾニー・キッテル
ゾニー・キッテル（Sonny Kittel 、1993年1月6日 - ）は、ドイツ・ヘッセン州ギーセン出身のプロサッカー選手。ラクフ・チェンストホヴァ所属。ポジションは、ミッドフィールダー。

## クラブ経歴
1999年、6歳でアイントラハト・フランクフルトの下部組織に入団。2010年6月にU-17ブンデスリーガ優勝を達成した後、プロ契約を結んだ。2011年、フリッツ・ヴァルター・メダルU-18部門で銀メダルを受賞。しかしその後は思うように出場機会を得られず、2016年6月にFCインゴルシュタット04に移籍した。
2019年6月18日、ハンブルガーSVと4年契約を結んだ。
2023年7月20日、ラクフ・チェンストホヴァに3年契約で移籍した。

## 代表歴
U-16世代からドイツ代表に選出されている。